# Massimo Tamburini
Pour les articles homonymes, voir Tamburini.
Massimo Tamburini, né le 28 novembre 1943 à Rimini en Italie et mort le 6 avril 2014 dans la même ville, est un designer italien.

## Biographie
En 1966, il crée la société Bimota, spécialisée dans le chauffage et la climatisation, avec Valerio Bianchi et Giuseppe Morri. La première moto est produite en 1973 et Bimota remporte sa première victoire en Grand Prix l'année suivante en 250 cm3.
Il entre chez Cagiva en 1985. Les frères Castiglione lui laissent les rênes du département d'ingénierie, puis du CRC (Cagiva Research Center). De ce bureau d'étude sortiront des modèles mythiques tels que les Ducati 851, 888 et 916, et les MV Agusta F4 et Brutale.
Tamburini met un terme à sa carrière au sein du groupe MV Agusta à la fin de l'année 2008.
Massimo Tamburini est le lauréat en 2006 du premier prix CR&S.

## Galerie

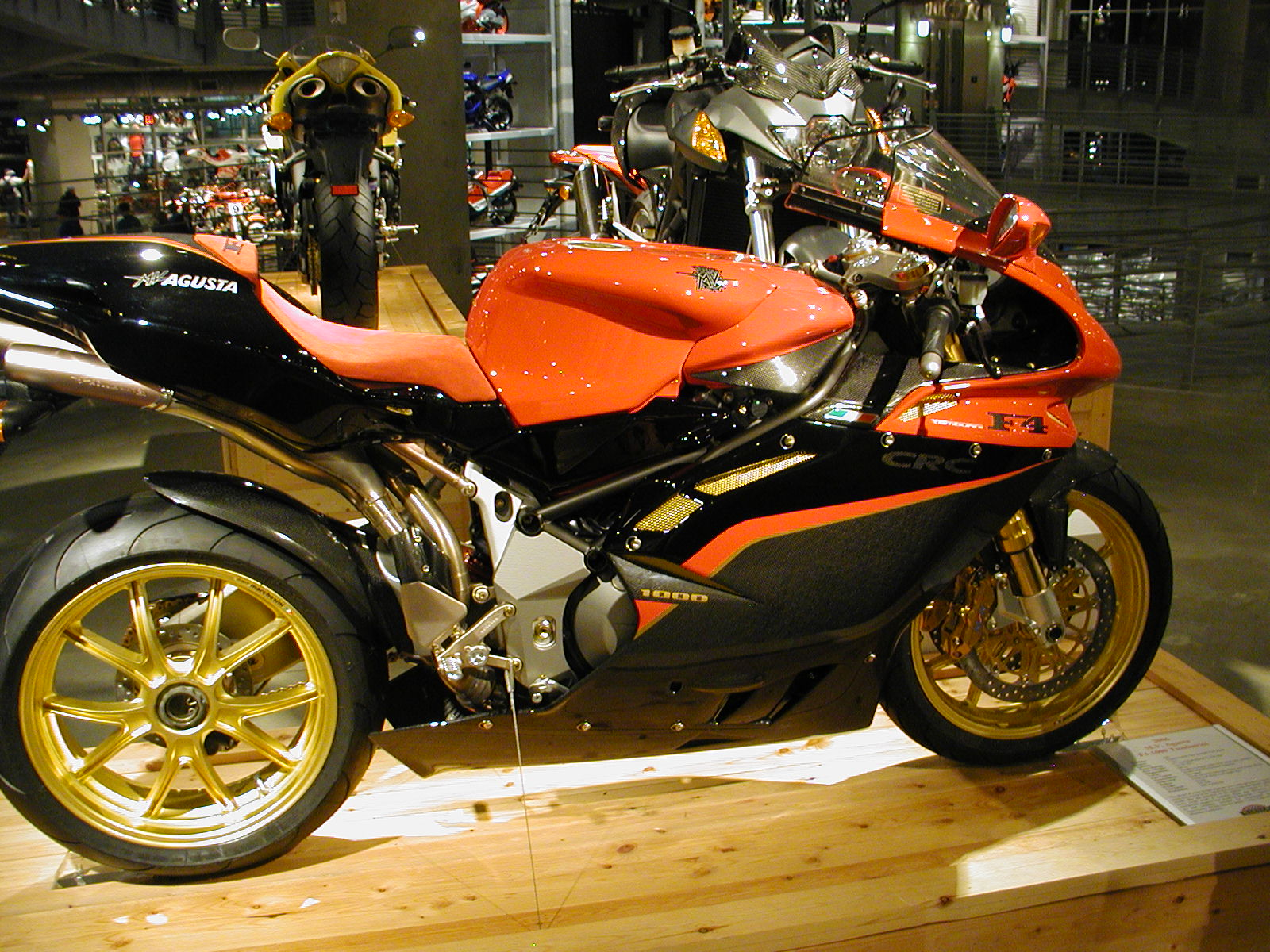
MV Agusta F4, série spéciale Tamburini, du nom de son designer.
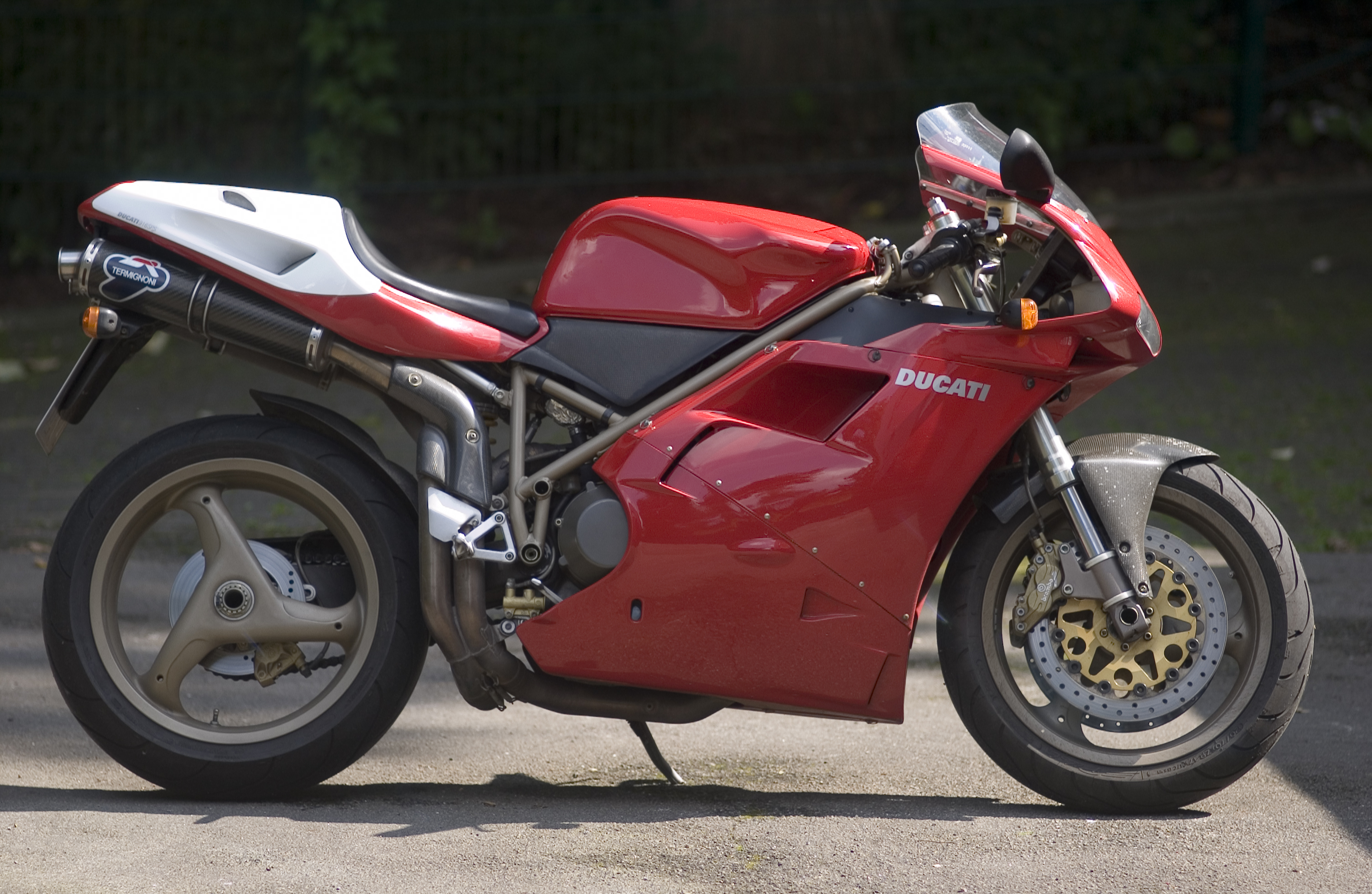
Ducati 916.
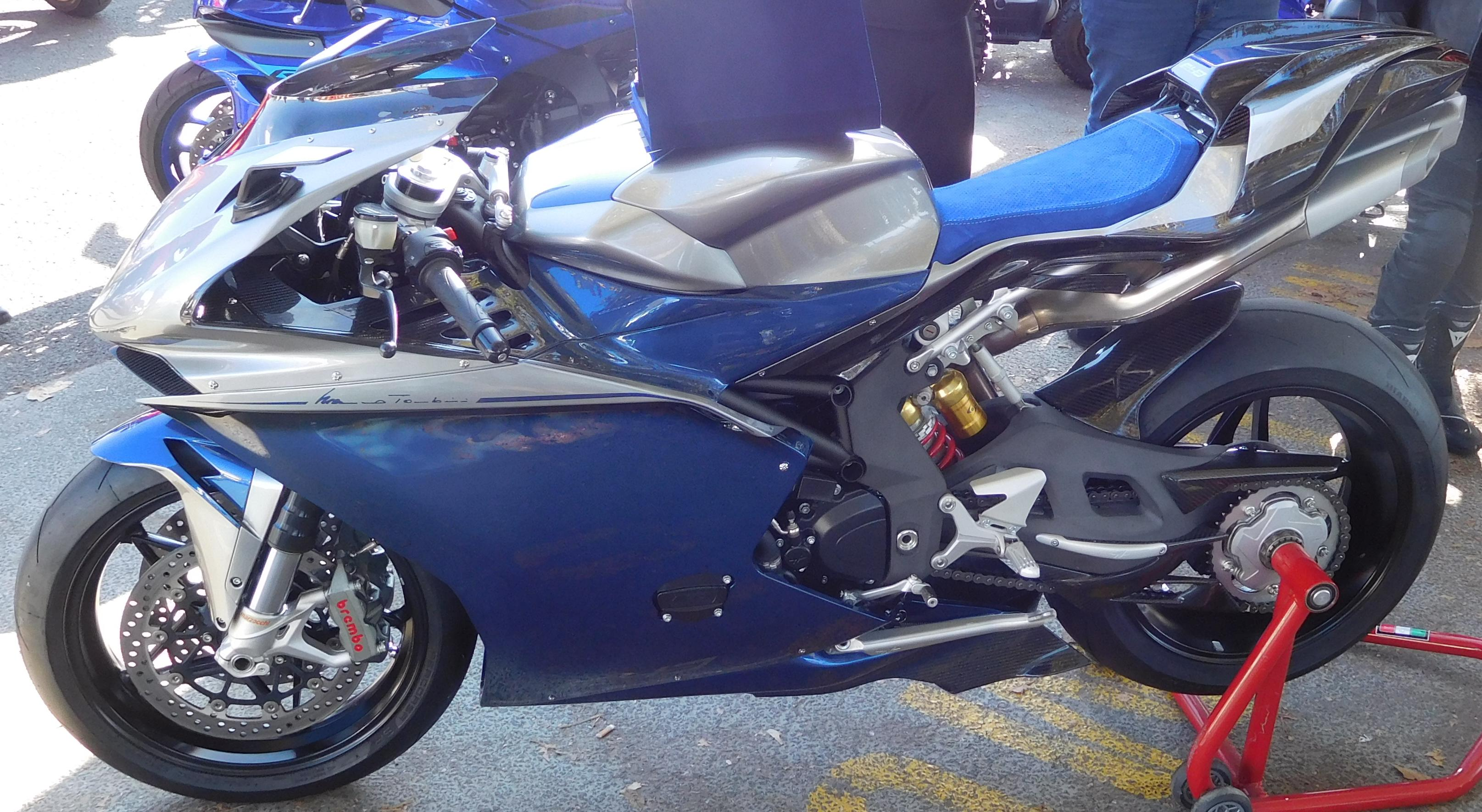
MV Agusta F4 avec kit F43 Tributo (édition limitée) de Tamburini Corse (en), en hommage à Massimo Tamburini (né en 1943) et aux 25 ans de la F4.